# Dan “Tito” Davis

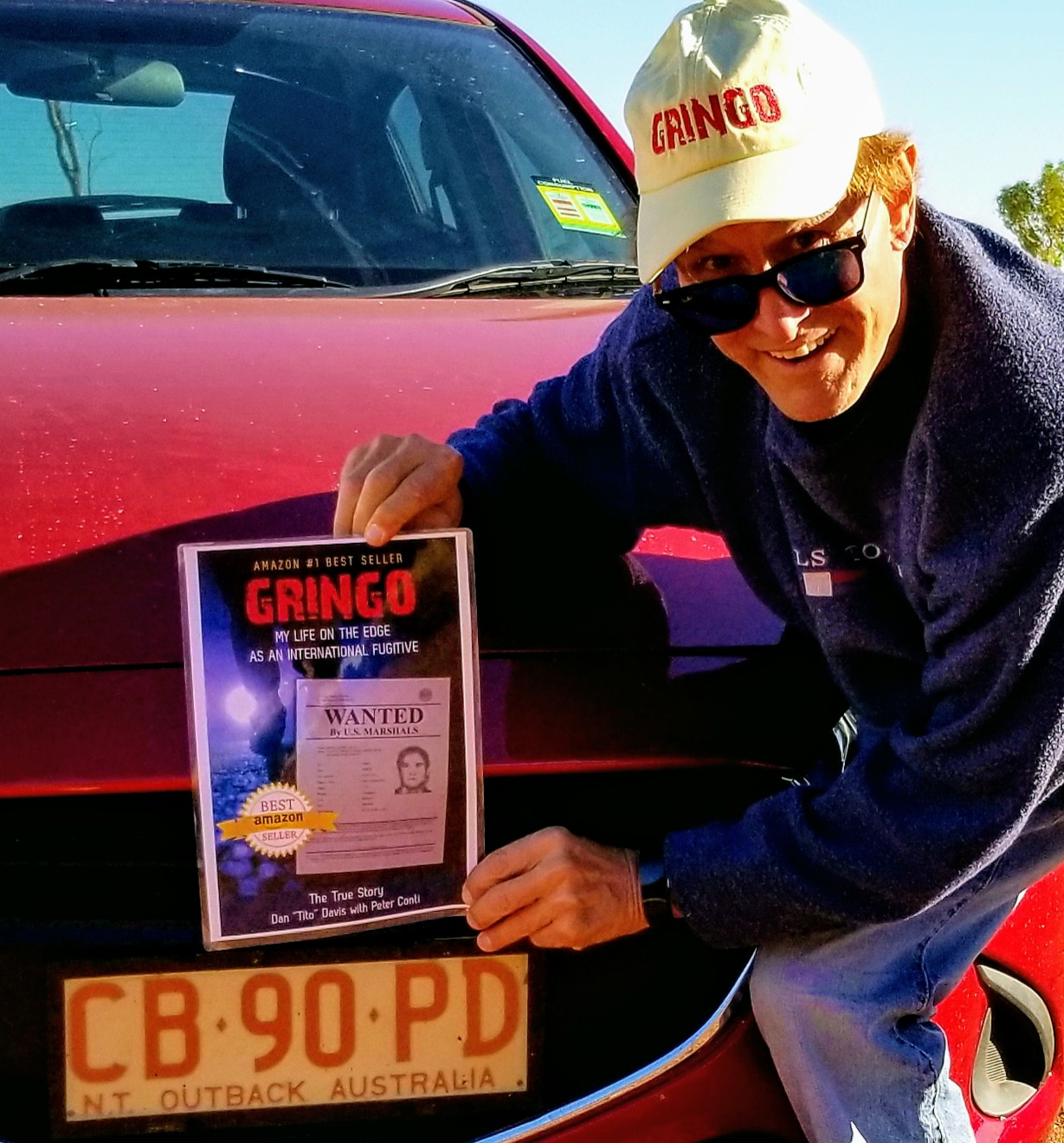

Dan "Tito" Davis es un escritor estadounidense. Davis fue un fugitivo de las autoridades estadounidenses entre 1994 y 2007, cuando fue devuelto irregularmente por la vía de secuestro y rendición ilegal a Estados Unidos desde Venezuela. Es el autor del libro Gringo: My Life on the Edge as an International Fugitive.

## Educación y primeros años
Dan Davis nació en Dakota del Sur. Estuvo en el equipo de lucha en la escuela secundaria y se convirtió en un jinete profesional. Davis comenzó a vender píldoras de efedrina (cruces blancas), que eran legales en 1972, comenzando en el Black Hills State College, antes de transferirse a la Universidad de Nevada, Las Vegas, donde suministró píldoras de efedrina legales al Bandidos Motorcycle Club. Pasó cinco años en prisión durante la década de 1980 por fraude fiscal.

## Años como fugitivo
En 1998, Davis fue acusado de cargos estatales y federales, incluyendo conspiración para distribuir metanfetaminas y marihuana, con cargos adicionales por narcóticos de 1994 - que según Davis se debieron a un amigo suyo que lo incriminó con dos libras de metanfetamina. Después de vivir escondido en los Estados Unidos, huyó a México en 1994, donde eludió a funcionarios estadounidenses y mexicanos. Fue descubierto nuevamente en 2006 viviendo y trabajando en la Isla Margarita de Venezuela; fue arrestado y deportado por las autoridades venezolanas en circunstancias inusuales en 2007, y arrestado por funcionarios estadounidenses a su regreso a EE. UU., por las acusaciones pendientes de drogas en ese país.
Davis y sus abogados venezolanos han declarado que creen que la deportación fue realmente un ejemplo de secuestro y rendición ilegal.  Se ha  alegado que el Gobierno de los Estados Unidos pagó dos millones de dólares por la rendición de Davis.[6] Durante sus años como fugitivo, vivió en más de cincuenta países, pasando gran parte de su tiempo en Colombia bajo la protección del Cártel de Medellín. En 2008 fue sentenciado a diez años de prisión.

## Escritor
Davis escribió un libro sobre sus años fugitivos titulado Gringo: Mi vida al límite como fugitivo internacional en 2017 . El libro fue el  superventas número uno en la lista de más vendidos de Amazon Hot Releases. Ha realizado giras internacionales en apoyo del libro. En 2018 Davis también está en conversaciones para convertir su libro en una película, basada en parte en las 500 páginas adicionales que no aparecieron en el manuscrito final.
En 2018 GRINGO fue seleccionado por Reader's Favorite como Libro Ganador del Premio Medalla de Oro en la Categoría de Autobiografías de no-ficción [12]
El 4 de enero de 2019, Davis culminó un tour promocional de su libro a través de siete continents en Port Lockroy, Antártica.